# Цинтешть (комуна)
Цинтешть, Цинтешті (рум. Țintești) — комуна у повіті Бузеу в Румунії. До складу комуни входять такі села (дані про населення за 2002 рік):
- Максену (2085 осіб)
- Одая-Банулуй (106 осіб)
- Погонеле (1567 осіб)
- Цинтешть (779 осіб) — адміністративний центр комуни

Комуна розташована на відстані 94 км на північний схід від Бухареста, 9 км на південний схід від Бузеу, 98 км на південний захід від Галаца, 118 км на південний схід від Брашова.

## Населення
За даними перепису населення 2002 року у комуні проживали 4537 осіб.
Національний склад населення комуни:
| Національність | Кількість осіб | Відсоток |
| -------------- | -------------- | -------- |
| румуни         | 4440           | 97,9%    |
| цигани         | 97             | 2,1%     |

Рідною мовою назвали:
| Мова      | Кількість осіб | Відсоток |
| --------- | -------------- | -------- |
| румунська | 4536           | > 99,9%  |
| циганська | 1              | < 0,1%   |

Склад населення комуни за віросповіданням:
| Релігія       | Кількість осіб | Відсоток |
| ------------- | -------------- | -------- |
| православні   | 4497           | 99,1%    |
| адвентисти    | 29             | 0,6%     |
| бретрени      | 8              | 0,2%     |
| п'ятдесятники | 3              | 0,1%     |